# أوبريت صايم
أوبريت صايم هو أوبريت غنائي تمثيلي قدم بشكل كوميدي أنتج في سنة 1980, و قام بأدائه الفنان عبد الحسين عبد الرضا بالاشتراك مع الفنانة العراقية زينب الضاحي وهو يتحدث عن شهر رمضان الكريم وعن الصيام بشكل عام وأثره على الصايم وما يصاحبه أحيانا من مشقة وتعب وأثره على الزوجة خاصة عند عدم وجود الخادمة في المنزل لتعاونها. بالإضافة إلى عمل الزوج خارج المنزل وانشغال الزوجة بالمسؤلية المنزلية وإعداد الطعام والعباداة وتهذيب الأبناء وشعور الزوج بالجوع والتذمر عند عودته من العمل والشعور بالغضب أحيانا بسببب كسل الزوجة عن عملها وفي إعدادها للطعام . بالإضافة إلى أثر الصيام على نفسية المراجعين والرغبة في تخليص معاملاتهم بأسرع وقت . وهذا الأوبريت من تلحين عبد الرحمن البعيجان وإخراج سعيد عيادة.
بطولة
عبد الحسين عبد الرضا في دور أبو سهيل .
زينب الضاحي في دور أم سهيل .
حسن عبد الرسول. المراجع.
المراجع
- youtube.com أوبريت صايم

.